# 小川みこと
小川 みこと（おがわ みこと、1988年10月2日 - ）は、愛知県名古屋市出身の日本のグラビアアイドル。2010年5月までは佐倉 みこと（さくら みこと）の名で活動していた。

## 来歴
スーパー耐久シリーズ2009年シーズンなどでのレースクイーンを経て、同年10月にグラビアデビュー。この当時は株式会社シエロ（名古屋市）が運営するエムフロントに所属し、エクセルヒューマンエイジェンシーと業務提携していた。
ドライブエンターテイメントへの移籍後、2010年6月に小川 みこと名義での活動を開始。同年度のZAK THE QUEEN ファーストステージにはこの名で出場している。また、移籍後にはツインボーカルユニット「dolly glace」を結成し、ライブでの音楽活動も行っていた。

## 人物
特技は弓道で、全国大会にも出場した腕前。他に乗馬も特技に挙げている。

## 出演

### ネット配信番組
- どるばこ美女の「ぶっちゃけ本番！」（あっ!とおどろく放送局）

### テレビ番組
- 名美女（東海テレビ）
- アクセる★ビリー!（メ〜テレ）
- グラドルアスリート2010 水泳編（スカパー!）
- ZAK THE QUEEN（スカパー!）
- CAR☆Xs（とちぎテレビ）
- 着エロNEX（スカパー!）

### テレビドラマ
- 熱いぞ!猫ヶ谷!!（2010年、メ〜テレ）

## 作品

### イメージDVD
- ゲキ着！IDOLSEXY（2009年10月8日、ソフト・オン・デマンド） - 佐倉みこと名義
- ゲキ着！IDOL（2010年1月7日、ソフト・オン・デマンド） - 佐倉みこと名義
- ギリグラ!! 桃色領域（2010年2月11日、バグース） - 佐倉みこと名義
- NO MOSAIC（2010年3月14日、ソフト・オン・デマンド） - 佐倉みこと名義
- グラドルアスリート2010 水泳編（2010年）[要検証 – ノート]
- Inside（2011年2月20日、Do-Q!） - 小川みこと名義

### デジタルメディア
- クラブビットウェイ
- デスクトップギャルコレクション
- 体育の時間パート2、アニコスっちゃお（エンタ!371）
- ガールズトレイン
- コスプレアイドル楽園
- 天使の遊び場

### 雑誌
- Chuッ SPECIAL（ワニマガジン社）
- 金のEX（大洋図書）
- シティパラダイス（パラダイス株式会社）